# Werner Kutzelnigg
Werner Kutzelnigg (10 septembre 1933 - 24 novembre 2019 à Bochum) est un chimiste théoricien d'origine autrichienne et professeur à la faculté de chimie de l'Université de la Ruhr à Bochum, en Allemagne. Kutzelnigg. Il travaille sur la chimie quantique relativiste, la méthodes de clusters couplés, le calcul théorique des déplacements chimiques RMN, les fonctions d'onde explicitement corrélées.

## Biographie
Werner Kutzelnigg est né à Vienne et étudie la chimie à Bonn et Fribourg et obtient son doctorat en 1960 pour son travail expérimental "Untersuchungen zur Zuordnung der Normalschwingungen und Aufklärung der Struktur organischer Ionen". Il se tourne ensuite vers la chimie théorique et devient postdoc auprès de Bernard Pullman et Gaston Berthier à Paris de 1960 à 1963 et de Per-Olov Löwdin à l'Université d'Uppsala de 1963 à 1964. En 1967, Kutzelnigg est admis à l'Université de Göttingen sous la direction de Werner A. Bingel. De 1970 à 1973, il est professeur à l'Université de Karlsruhe, puis professeur titulaire à la chaire de chimie théorique de l'Université de la Ruhr à Bochum de 1972 jusqu'à sa retraite en 1998. Il est membre de l'Académie internationale des sciences moléculaires quantiques.
Kutzelnigg a publié des articles sur divers sujets de chimie quantique : méthodes de traitement de la corrélation électronique, propriétés magnétiques des molécules (en particulier le déplacement chimique), chimie quantique relativiste, théorie des liaisons chimiques et théorie des forces intermoléculaires. Kutzelnigg est également devenu connu pour son ouvrage standard Einführung in die theoretische Chemie.